# أكيرا يوشيزاوا
أكيرا يوشيزاوا (吉澤 章 Yoshizawa Akira;) ولد في 14 مارس 1911 وتوفي في نفس اليوم من سنة 2005، هو ياباني أتقن فن الأوريغامي وأعتُبر السيد الكبير للأوريغامي، والفضل يعود إليه لرفع الأوريغامي من حرفة تقليدية إلى فن حياة، وفقاً لتقديره الشخصي في عام 1989 قال أنّه خلق أكثر من 50000 من النماذج، مئات فقط منها قُدّمت كرسوم تخطيطة في كُتبه الثمانية عشر.تصرف يوشيزاوا كسفير ثقافي دولي في اليابان طوال حياته المهنية. في عام 1983 قام إمبراطور اليابان هيروهيتو بمنحه وسام الشمس المشرقة، وهو واحد من أعلى مراتب الشرف التي يمكن أن تُعطى للمواطن الياباني.

## الحياة الشخصية
أكيرا يوشيزاوا، ولد في 1911، 14 مارس في مدينة كامينوكاوا في اليابان، لعائلة تعمل في مزرعة منتجات الألبان. عندما كان أكيرا طفلاً، كان يستمتع كثيراً في تعليم نفسه الأوريغامي.انتقل للعمل في مصنع في طوكيو عندما كان في الثالثة عشر من عمره. في العشرينات من عمره كان قد عاد إليه شغفه بالأوريغامي وتحديداً عندما رَقّي من عامل في المصنع إلى مُخطِط. عمله الجديد كان يقتضي تعليم الهندسة للموظفين الحديثين في السن. استخدم يوشيزاوا فن الأوريغامي التقليدي لفهم المشكلات الهندسيّة.
في عام 1937 ترك العمل في المصنع لكي يتابع تطبيق الأوريغامي طوال الوقت. خلال السنوات ال20 التالية عاش في فقر وتقشف شديدين، كان يكسب عيشه من بيع الـ«تسوكوداني» للمنازل (نوع من التوايل اليابانية المصنوعة من العشب البحري)، لكن عمله في الأوريغامي كان مبدعاً كفاية ليكون في كتاب «أوريغامي شوكو» لـإيساو هوندا Isao Honda، قد قيل أن ما أطلق مهنته كان عمله لمجلة "Asahi Graph" ولكن وفقاً لآراء أخرى، خطوته الأولى في طريق الاحتراف كات مجموعة من 12 علامة زوداك (أبراج)، كُلّف بها من قِبل مجلة في عام 1954.
في عام 1954، أُطلق بحثه الأول Atarashi Origami Geijutsu ،(فن الأوريغامي الحديث). في عمله، وضع نظام Yoshizawa-Randlett (وهو عبارة عن مخطط يوضّح خطوات طَي الأوريغامي) والذي أصبح المعيار والمستوى النموذجي لكل من يعمل في طي الورق، نشر الكتاب ساعد يوشيزاوا للخروج من فقره وتلى ذلك تأسيسه International Origami Centre (مركز الأوريغامي العالمي) في طوكيو عام 1954، عندما كان في الـثالثة والأربعون من عمره.
أول معرض خارجي له نُظّم في 1955 من قِبل Felix Tikotin ، وهو فنان هولندي وجامع التحف الفنية ألمانية-يهودية الأصل، وكان ذلك في Stedelijk Museum (متحف ستيدليك).أعار يوشيزاوا قطع الأوريغامي خاصته للكثير من المعارض حول العالم، لم يكن ليبيع قطع الأوريغامي، فضّل إعطاءها للناس كهدية والسماح للمجموعات والمنظمات الأخرى باستعارتها للمعارض.

## تقنية الطي الرطب
على الرغم من أن أكيرا يوشيزاوا مهد تقنيات وأساليب كثيرة ومختلفة للأوريغامي، إلا أن تقنية «الطي الرطب» كانت واحدة من أهم مساهماته، هذا الأسلوب يتضمن ترطيب الورقة قليلاً قبل القيام بطيّها، تقنية الطي الرطب تسمح بالتلاعب بالورقة بسهولة أكبر، مما يؤدي إلى منح النماذج الورقية شكلاً منحوتاً وأكثر استدارة. القُدرة على خلق أوريغامي بشكل واقعي أكثر، كان تقدماً هاماً في طي الورق، بما أنها أخذت النماذج بعيداً عن مملكة الحرف البسيطة وحولتها لتعبير فنّي حقيقي.
تقنية الطي الرطب تستخدم غالباً مع الورق الأكثر سماكة، لأن ورق الأوريغامي العادي رقيق جداً، وبالتالي فهو عُرضة للتمزق عند استخدام هذه التقنية.

## نهايات حياته
في مارس 1998، دُعي يوشيزاوا لعرض أوريغامي له في متحف اللوفر، لقد فعل ذلك عن طيب خاطر وكان لا يُعارض أخذ الصور مع فناني الأوريغامي المنافسين، الذين كان يمقتهم في سنواته الأولى؛ بسبب انتهاكهم لحقوق تصاميمه، وهذا ما أغضب يوشيزاوا عندما كان أصغر سناً. اكتشف يوشيزاوا بأنه لم يعد يكره منافسيه، وأنه يستمتع الآن بصحبتهم.
توفي أكيرا يوشيزاوا يوم 14 مارس 2005 في مستشفى في إيتاباشي بسبب مضاعفات الالتهاب الرئوي في عيد ميلاده ال94.